# Sowjetische Basketballmeisterschaften
Dieser Artikel beinhaltet zunächst nur eine Liste der Sieger der Basketballmeisterschaften der Sowjetunion (UdSSR). Die Meisterschaften wurden mit Unterbrechungen bereits seit 1924 ausgetragen.
| Jahr | Mannschaft                   |
| ---- | ---------------------------- |
| 1924 | Auswahl Moskau               |
| 1928 | Auswahl Moskau               |
| 1934 | Auswahl Leningrad            |
| 1935 | Auswahl Moskau               |
| 1936 | Auswahl Leningrad            |
| 1937 | Dynamo Moskau                |
| 1938 | Bürewestnik Leningrad        |
| 1939 | Lokomotive Moskau            |
| 1940 | Bürewestnik Leningrad        |
| 1944 | ASK Tbilissi                 |
| 1945 | ZDKA Moskau                  |
| 1946 | ASK Tbilissi                 |
| 1947 | SKIF Kaunas                  |
| 1948 | Dynamo Moskau                |
| 1949 | TJSK Tartu                   |
| 1950 | Dynamo Tbilissi              |
| 1951 | Žalgiris Kaunas              |
| 1952 | WWS (Luftstreitkräfte)       |
| 1953 | Dynamo Tbilissi              |
| 1954 | Dynamo Tbilissi              |
| 1955 | ASK Riga                     |
| 1956 | Auswahl der Lettischen SSR   |
| 1957 | ASK Riga                     |
| 1958 | ASK Riga                     |
| 1959 | Auswahl Moskau               |
| 1960 | ZSKA Moskau                  |
| 1961 | ZSKA Moskau                  |
| 1962 | ZSKA Moskau                  |
| 1963 | Auswahl Moskau               |
| 1964 | ZSKA Moskau                  |
| 1965 | ZSKA Moskau                  |
| 1966 | ZSKA Moskau                  |
| 1967 | Auswahl der Ukrainischen SSR |
| 1968 | Dynamo Tbilissi              |
| 1969 | ZSKA Moskau                  |
| 1970 | ZSKA Moskau                  |
| 1971 | ZSKA Moskau                  |
| 1972 | ZSKA Moskau                  |
| 1973 | ZSKA Moskau                  |

Die 41. UdSSR-Basketballmeisterschaft 1973/74 begann im Dezember 1973 und erstreckte sich bis Ende März 1974.